# 1777

## Събития
- 3 януари – Провежда се битката при Принстън, в която армията на генерал Джордж Уошингтън побеждава британската армия близо до Принстън, Ню Джърси.

## Родени
- Шарл Дезорм, френски физик и химик
- 14 януари – Уилям Лийк, британски топограф и историк
- 30 април – Карл Фридрих Гаус, германски математик
- 4 май – Луи Жак Тенар, френски химик
- 14 август – Ханс Кристиан Оерстед, датски физик
- 23 август – Аделаид Орлеанска, френска принцеса
- 9 октомври – Никита Бичурин, руски китаист
- 23 декември – Александър I, император на Русия

## Починали
- 12 декември – Албрехт фон Халер, швейцарски поет и учен